# Plamen (strip)
Plamen je epizoda Dilan Doga objavljena u Srbiji premijerno u svesci #164. u izdanju Veselog četvrtka. Koštala je 270 din (2,3 €; 2,7 $). Imala je 94 strane. Na kioscima se pojavila 3. septembra 2020.

## Originalna epizoda
Originalna epizoda pod nazivom La fiamma objavljena je premijerno u #373. regularne edicije Dilana Doga u Italiji u izdanju Bonelija. Izašla je 29. septembra 2017. Naslovnu stranicu je nacrato Điđi Kavenađo. Scenario je napisao Emilijano Pagani, a epizodu nacrtao Danijele Kaluri. Koštala je 3,9 €.

## Kratak sadržaj
Dilan se nevoljno našao umešan u nasilne ulične sukobe između policije i nekih stanovnika siromašnih četvrti Londona, posle dugih protesta zbog odluke o proširenju nove lokalne deponije.

## Detaljniji sadržaj
London je zahvatio talas uličnih protesta. Protestanti se sukobljavaju sa jakim policijskim snagama, naoružanim do zuba i obučenim u oklope. Alev (na turskom = plamen), koja se trenutno nalazi u pabu, počinje svađu sa ostalim gostima koji kritikuju protestante gledajući prenos demonstracija na televiziji. Uskoro Alev ulazi u fizički skob. Dilan ulazi u pab u poslednjem trenutku i pokušava da je spasi pre nego što je prebije gomila besnih gostiju. 
Alev se, međutim, ljuti i na Dilana, jer on nikada ne protestvuje na ulici, već misli da če se stvari promeniti sedeći u kući. U tom trenutku niotkuda se pojavljuje ogroman oklopljeni policajac sa #407 na kacigi i nasrće na Alev. U magli i dimu demonstracija Dilan gubi Alev, nakon čega ponovo nailazi na policajca #407 od koga jedva uspeva da utekne. Nailazi na grupu demonstranata koji ga takođe kritikuju da ništa ne želi da uradi da se stvari promene. Nakon toga odlazi u disko klub gde pono sreće Alev koja ga ubeđuje da je jedini način da se promeni sistem nasilna akcija, jer je većina ravnodušna prema promeni. Alev se pridružeje demonstrantima, dok Dilan pokušava da je odvrati od toga. Ponovo se pojavljuje grupa oklopnih policajaca, a Dilanu se ponovo priviđa #407. 
Nakon što završi u bolnici, Dilan odlazi u njen podrum i tamo nailazi na grupu beskućnika koju predvodi Marvin. Oni ga pozivaju da im se pridruži, ali se ponovo pojavljuje oklopna policija i #407 od koga Dilan nikako ne može da pobegne. U završnici epizode, Marvin i Alev objašnjavaju Dilanu da je samo aktivan protest opravdan i da sve suprotno od toga vodi u ravnodušnost.

## Značaj epizode
Epizoda problematizuje državnu (policijsku) brutanost, koja je sve učestalija kako u Zapadnim, tako i u Istočnim demokratijama. Međutim, Dilanova rasparava sa Alev oko aktivnog angažovanja u uličnim protestima problematizuje pitanje građanske svesti i rezignaciju građanstva koje prihvata kapitalistički poredak, verujući da će se stvari promeniti same od sebe. Alev, kao predstavnica radikalne levice, kritikuje Dilana zbog neopravdane pasivnosti (po njoj nije dovoljno samo razumeti da je sistem korumpiran, već nešto preduzeti protiv toga), dok građane koiji ne učestvuju kritikuje zbog ravnodušnosti (str. 38).
Epizoda se nastavlja da razrađuje društevne i političke teme nekih prethodnih epizoda - Anarhija u UK (#130), U službi haosa (#132), Ljudska mašina (#147), Teror (#161).

### Aluzija na Donalda Trampa
Zvuk policijskih palica koje udaraju po štitovima se menja iz „tump“ (str. 6) u „trump“ (str. 41), uz verovatnu aluziju na Donalda Trampa, američkog predsednika (izabran 2016).

## Motivi popularne kulture i rok muzike
U disko klubu u kome se Dilan i Alev sreću, cover bend svira Evil Empire od Public Enemy (str. 32). Dilanovo užasnuto lice koje se odsijava na viziru kacige policajca #407 podseća na krik lica sa plakata filma Wall (1979) grupe Pink Floyd. Marvin podseća likom na osobu u klošarskoj odeći sa naslovnice albuma grupe Jethro Tull Aqualung (1971), odnosno samog vođu grupe Iana Andersona, koji je tako izgledao u jednoj fazi karijere, iako delimično podseća i na Alana Mura, čuvenog strip-scenaristu, koji se i ranije pojavljivao u serijalu (npr. epizoda U službi haosa, #132)

## Prethodna i naredna epizoda
Prethodna sveska nosila je naziv Crno i belo (#163), a naredna Kraj tame (#165).